# NGC 7013
NGC 7013 este o galaxie situată în constelația Lebăda. A fost descoperită în 1784 de către William Herschel.